# 千葉ゼミナール
千葉ゼミナールは株式会社和気教育研究所（わけきょういくけんきゅうじょ）が経営する学習塾。また、株式会社和気教育研究所は千葉県四街道市に本社がある塾経営会社。学習塾事業は地元において歴史がある。

## 沿革
千葉教室・稲毛教室・都賀教室・四街道教室（本部）があったが、現在は四街道教室（本部）のみになっている。

## 取り扱い業務
小学4年 - 高校2年までの国語科・数学科・英語科・理科・社会科の基本5教科の指導を行っている。
また相談によってはそれ以外も受け付けている。